# اکتاپامین
اکتاپامین (به انگلیسی: Octopamine) نام یک آمین بیوژنیک درون‌زا است که ارتباط نزدیکی با نوراپی‌نفرین دارد، و بر روی سامانه‌های آدرنرژیک و دوپامینرژیک تأثیرگذار است. این ماده به‌طور طبیعی در گیاهان متعدد مانند نارنج موجود است. بیوسنتز از D-(-)-انانتیومر اکتاپامین به وسیله β-هیدروکسیلاسیون از تیرامین و از طریق آنزیم دوپامین β-هیدروکسیلاز صورت می‌گیرد. و تحت نام‌های تجاری Epirenor، Norden، و Norfen  عرضه می‌شود. و همچنین اکتاپامین از نظر بالینی به عنوان یک داروی مقلد سمپاتیک تجویز می‌شود.